# بتپیج (تنسی)
بتپیج(به انگلیسی: Bethpage) شهری در ایالت تنسی کشور ایالات متحده آمریکا است که جمعیت آن در سرشماری سال ۲۰۱۰ میلادی، ۲۸۸ نفر بوده‌است.